# Friedrich-Georg Eberhardt
Friedrich-Georg Eberhardt (* 15. Januar 1892 in Straßburg; † 9. September 1964 in Wiesbaden) war ein deutscher Generalleutnant im Zweiten Weltkrieg.

## Leben
Anfang 1910 trat Eberhardt als Fahnenjunker in das Magdeburgische Dragoner-Regiment Nr. 6 der Preußischen Armee ein. Nach seiner militärischen Ausbildung von Ende 1910 bis Mitte 1911 diente er im Regiment bis Juni 1915. Anschließend nahm er bis Januar 1918 im Kaiser Franz Garde-Grenadier-Regiment Nr. 2 am Ersten Weltkrieg teil, erkrankte dreimal schwer (September 1915, Verwundung Ende 1916 und Anfang 1917) und wurde Kompaniechef. Anfang 1918 wurde er erster Ordonnanzoffizier der 220. Infanterie-Division. Für sein Verhalten erhielt Eberhardt neben beiden Klassen des Eisernen Kreuzes das Verwundetenabzeichen in Schwarz.
Nach Ende des Krieges wurde er in die Reichswehr übernommen und wirkte als Kommandeur und Generalstabsoffizier bis 1935 in verschiedenen Verbänden. 1935 zum Oberst befördert, übernahm er das Kommando über das Artillerie-Regiment 44.

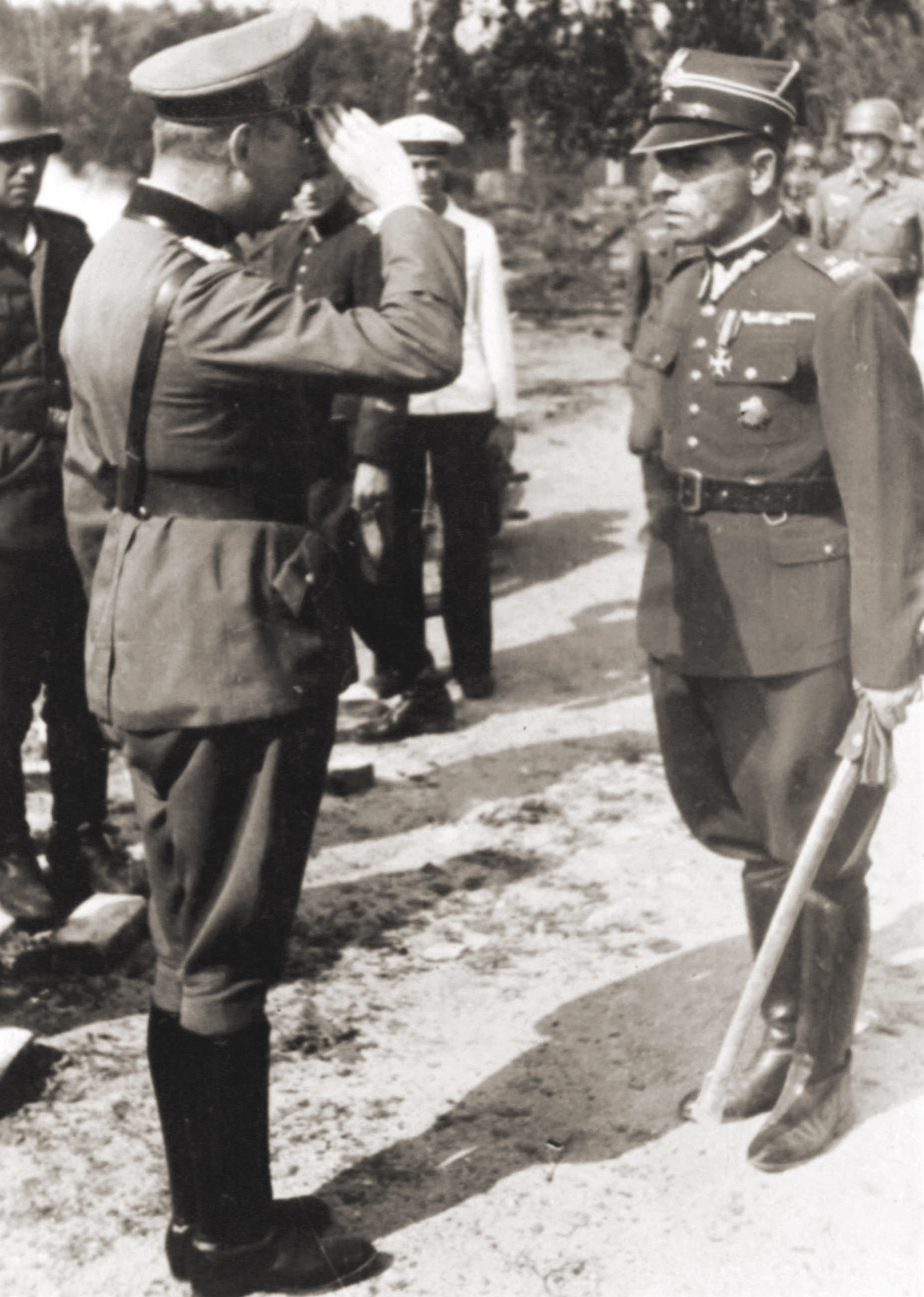
Eberhardt und Henryk Sucharski, Westerplatte, 1939

1939 erging der Befehl an ihn in Danzig die Landespolizei Danzig aufzubauen. Im Juni 1939 wurde die Polizeigruppe Eberhardt (auch bekannt als „Gemischter Verband Danzig“ oder „Gruppe Eberhardt“) in Danzig aufgestellt und umfasste u. a. zwei Infanterieregimenter und eine Artillerieabteilung. Diese Verbände der Landespolizei wurde als militärischer Verband unter militärische Führung gestellt und nahm mit dem Beginn des Zweiten Weltkriegs am Kampf um die Westerplatte teil. Die nach dem Befehlshaber Generalmajor Eberhardt benannte Truppe aus ca. 1.500 Mann war eine Besatzungseinheit, welche vom Bord des Linienschiffes Schleswig-Holstein die Eroberung vornahmen. Er gab nach der Kapitulation der polnischen Truppen auf der Westerplatte dem polnischen Kommandeur Henryk Sucharski für die Dauer der Kriegsgefangenschaft seinen Säbel zurück. Die bei dem Gefecht um das polnische Postamt Danzig überlebenden Postangestellten wurden auf seinem Befehl hin hingerichtet.
Ab Oktober 1939 wurde aus der Gruppe Eberhardt die 60. Infanterie-Division ausgestellt und Eberhardt war von August 1939 bis Mai 1942 Kommandeur dieser Division im XXIV. Armeekorps. Mit dieser nahm er an der Invasion von Frankreich 1940/41, von Jugoslawien („Operation 25“) 1941 und an Kämpfen an der Ostfront im Zuge der Operation Barbarossa Ende 1941 bis zu seiner Abkommandierung in die Führerreserve 1942 teil. Am 31. Dezember 1941 war er mit dem Ritterkreuz des Eisernen Kreuzes ausgezeichnet worden.
Mit der Aufstellung der 38. Infanterie-Division im Juli 1942 wurde er bis August 1942 ihr Kommandeur. Anschließend blieb er bis August 1943 in der Führerreserve und übernahm dann für ein Jahr die 174. Reserve-Division. Von August 1944 bis Dezember 1944 war er Kommandeur der 286. Sicherungs-Division.
Ab Mitte Dezember 1944 bis Kriegsende wirkte Eberhardt als Offiziersrichter im 3. Senat am Reichskriegsgericht unter dem Generalrichter Karl Schmauser. Er war als Richter an einigen Todesurteilen beteiligt:
- Todesurteil gegen Botho Henning Elster[9]
- Todesurteil gegen Joachim Kuhn[10] und in der Folge das Todesurteil gegen Generalleutnant Gustav Heisterman von Ziehlberg
- Freispruch des Generals Walter Fries[11]

Eberhardt wurde im Mai 1945 Kriegsgefangener und kam 1947 aus der Gefangenschaft. Er war verheiratet und ist auf dem Nordfriedhof in Wiesbaden beerdigt.